# The D.O.C.
The D.O.C (født 10. juni 1968) er kunstnernavnet for den amerikanske rapper og ghostwriter Tracy Lynn Curry, der især er kendt for sit samarbejde med gangsterrapgruppen N.W.A. Han blev født i Texas og var en del af The Fila Fresh Crew, der medvirkede på N.W.A's første album N.W.A and the Posse fra 1987. D.O.C flyttede til Los Angeles, hvor han skrev kontrakt med Ruthless Records og bidrog med tekster til N.W.A's egentlige debutalbum Straight Outta Compton (1988) og Eazy-Es soloalbum Eazy-Duz-It, der udkom en måned senere. Året efter udgav D.O.C sit debutalbum No One Can Do It Better, der var produceret af Dr. Dre. 
D.O.C's succes medførte, at han festede og købte en ny sportsvogn, men i november 1989 kom han ud for et alvorligt trafikuheld, da han i beruset tilstand faldt i søvn bag rattet på sin bil. Ved uheldet pådrog D.O.C sig bl.a. en skade på stemmebåndet, der gjorde, at hans stemme lød som en hæs hvisken.
D.O.C fortsatte dog med at bidrage med tekster og en smule vokal til N.W.A, og senere fulgte han med Dr. Dre til pladeselskabet Death Row Records, hvor han bidrog med materiale til Dr. Dres debutalbum The Chronic og Snoop Doggs debutalbum Doggystyle.
Udover sit debutalbum i 1989 har D.O.C udgivet Helter Skelter i (1996) og Deuce i (2003).

## Diskografi

### Studiealbum
- 1989 – No One Can Do It Better
- 1996 – Helter Skelter
- 2003 – Deuce
- 2012 – Voices Through Hot Vessels